# Arugisa gyrochila
Arugisa gyrochila är en fjärilsart som beskrevs av Butler 1879. Arugisa gyrochila ingår i släktet Arugisa och familjen nattflyn. Inga underarter finns listade i Catalogue of Life.